# Bob Ricketts
Bob Ricketts (født 30. januar 1959 i Boston, Massachusetts, USA) bedre kendt som Bobby Ricketts er en amerikansk saxofonist bosiddende i Danmark. Han har spillet i talrige sammenhænge deriblandt Blast og Jan Glæsels orkester, samt ledet div. TV orkestre fra 1997 til dato. Bobby Ricketts har fået en klassisk konservatorieuddannelse fra Berklee College of Music i Boston, Massachusetts, USA. Han har spillet med stjerner som f.eks. Randy Crawford og Al Jarreau og også bakket danske stjerner op – for eksempel Thomas Helmig og Sanne Salomonsen. Han har også været kapelmester i Hit med sangen på DR1.